# Jorge Antonio Olivera
Jorge Antonio Olivera est un ancien militaire et avocat argentin, condamné pour crimes contre l'humanité pour son action pendant la dictature militaire en Argentine.
Olivera est né le 10 août 1950 à Posadas, province de Misiones. Il est le fils de Jorge Olivera Rovere, également condamné pour ses actions pendant la dictature.
En tant qu'avocat, il a notamment défendu l'ancien nazi Erich Priebke et le général argentin Suarez Mason, poursuivi dans une affaire de vols de bébés. Dans le même temps, il est membre du Mouvement pour la dignité et l'indépendance (Modin), un parti d’extrême droite créé par des carapintadas. 
En juillet 2013, il est condamné à San Juan pour crimes contre l'humanité, entre autres la disparition forcée de la mannequin franco-argentine Marie-Anne Erize. Trois semaines après son jugement, il s'évade d'un hôpital militaire où il devait passer des examens. Le gouvernement argentin propose une récompense de deux millions de pesos pour toute information permettant sa capture. En France, le site du ministère de l'Europe et des Affaires étrangères annonce son arrestation le 31 janvier 2017.